# Someone like Me
Someone like Me ist ein Lied, das als letzte Single auf dem dritten Album Ladies Night, der britischen Pop-Girlgroup Atomic Kitten erschien. Es wurde mit einer aktuellen Version der Debütsingle Right Now gekoppelt und war als letzte Single der Bandgeschichte geplant. Jedoch veröffentlichten Atomic Kitten in den Jahren 2005, 2006 und 2008 mit Cradle 2005, All Together Now und Anyone Who Had a Heart drei weitere Singles.

## Hintergrund
Als Atomic Kitten 2004 eine Auszeit nahmen, veröffentlichten sie die Singles Someone like Me / Right Now 2004 als eine Art „Abschiedsgeschenk“ für ihre Fans.
Someone like Me wurde von Ciaron Bell und dem Bandmitglied Liz McClarnon geschrieben sowie von Bell produziert. Für die Veröffentlichung von Someone like Me wurde eine kleine Änderung vorgenommen. So trägt McClarnon auf der Albumversion des Liedes die Eröffnung und den zweiten Vers vor. Für die Singleversion wurde McClarnons Gesang aus der zweiten Strophe entfernt und durch Jenny Frosts ersetzt.

## Musikvideo
Im Musikvideo zu Someone like Me treten McClarnon, Frost und Natasha Hamilton weiß gekleidet in einem schlicht weiß gehaltenen Raum auf. Während McClarnon in der Eröffnungssequenz am Klavier spielt, liegen Frost und Hamilton auf einem Sofa. Während die Kamera von außerhalb des Raumes auf die Frauen hält, öffnet sich eine Tür. Der Stil des Videos ist simpel und grundlegend gehalten.

## Charts und Chartplatzierungen
| ChartsChartplatzierungen     | Höchstplatzierung | Wochen |
| ---------------------------- | ----------------- | ------ |
| Deutschland (GfK)            | 67 (6 Wo.)        | 6      |
| Schweiz (IFPI)               | 42 (4 Wo.)        | 4      |
| Vereinigtes Königreich (OCC) | 8 (9 Wo.)         | 9      |